# 全民公敌
《全民公敌》（英語：Enemy of the State）是1998年由托尼·斯科特执导的一部動作驚悚片，讲述一群不法的美国国家安全局探员阴谋暗杀了一名国会议员，并在谋杀后企图湮灭证据、威胁证人。本片的编剧为大卫·马可尼，制片人为杰瑞·布洛克海默。威尔·史密斯、金·哈克曼、強·沃特等知名演员出演该片。在全球，本片的票房毛收益为2.5亿美元（美国本土收益为111,549,836美元）。

## 策划
杰瑞·布洛克海默和唐·辛普森最初于1991年开始筹划本片，他们最初准备写一个电子身份被盗窃的青年人的故事。结果大卫·马可尼加入后，故事大纲开始转为政府机构对于私人信息的收集问题，并将描述对象确定在最神秘的机构之一——美国国家安全局上。由于没有关于国安局的详细信息，他们以詹姆斯·巴姆福德（James Bamford）的《谜一样的殿堂》（The Puzzle Palace）以及在1995年两位《巴尔的摩太阳报》记者撰写的有关国安局的系列报道作为背景材料，完成了剧本创作。

## 剧情大纲
影片开头，国会正准备通过一项立法，扩大执法机构的监听权限。国会议员菲尔·汉默斯里（Phil Hammersley，由杰森·罗伯兹饰演，未署名）认为其侵犯隐私权，试图阻止。托马斯·雷诺兹（Thomas Reynolds，強·沃特饰演）则认为该法案有助于打击恐怖分子，于是他派美国国家安全局探员大卫·普莱特（David Pratt，巴里·佩珀饰演）用注射器杀死汉默斯利，并伪装成是心脏病致死。
然而野鸟研究者萨维茨（Daniel Zavitz，杰森·李饰演）架设在湖边的摄像机拍下了整个过程，看到录像后，他给一位记者朋友留言，希望公布真相。国安局监听到这一切并前往追捕。萨维茨将录像拷贝藏在TurboExpress游戏机中，逃出住所，并在路上遇到了乔治城大学的老友、劳动法律师罗伯特·克雷顿·迪恩（Robert Clayton Dean，威尔·史密斯饰演）。迪恩刚代表工会组织和一帮黑手党成员会面，他播放的一段录影激怒了头目皮特罗（Pintero，汤姆·塞兹摩尔饰演），皮特罗威胁他必须在一周内说出录像的提供者，否则就要杀掉他。
萨维茨偷偷将游戏机放到迪恩的购物袋里后离开，结果慌不择路，被车撞死。在萨维茨的尸体上，探员们发现了迪恩的名片，并秘密前往他的住处搜查，但一无所获。实际上，迪恩的儿子已经将游戏机拿走。国安局探员在迪恩的衣服上放置了监听设备，并污蔑迪恩和雷切尔·班克斯（Rachel Banks，莉萨·博内特饰演）有暧昧关系。结果，迪恩被律师事务所开除，并被妻子赶出了家门。而当他准备入住宾馆时，却发现信用卡已被鎖卡。
迪恩以为这一切都是黑手党所为，于是和雷切尔碰头，希望能见到录像提供者“布瑞尔”（Brill），即前国安局探员爱德华·莱尔（Edward Lyle，由金·哈克曼饰演）。两人会面，布瑞尔发现迪恩身上的窃听装置，分别后，迪恩艰难地逃避开国安局的追捕回到家中，从儿子那拿回了录像。接着，迪恩前去寻找雷切尔，却发现她已经被雷诺兹一伙谋杀。迪恩和布瑞尔碰头，并最终发现了录像。可是数分钟后，国安局发动袭击，录像被毁。两人决定以牙还牙。他们对国会议员山姆·阿尔伯特（Sam Albert，斯图尔特·威尔逊饰演）进行监听，拍到了他和助手偷情的画面。两人还编造了雷诺兹贪污并在外沾花惹草的证据，逼迫雷诺兹和他们会面。
他们原本计划录下对话作为证据，结果反被雷诺兹一网打尽。危难之时，迪恩声称黑手党拿到了谋杀录像。迪恩故意让皮特罗误以为是雷诺兹提供了不利于他的录像带，双方交火。混乱过后，国安局探员和黑帮成员大部分死亡，迪恩和布瑞尔幸存下来。结尾处，山姆·阿尔伯特在采访中表示议案没有通过，迪恩洗脱了所有指控，和妻儿团聚。布瑞尔则流亡到一处热带地区，并通过迪恩家的电视机给他留言。

## 制作
尽管故事背景设置在华盛顿特区和巴尔的摩，主要的拍摄地都集中在后者。主體拍攝於1997年11月5日開始，剧组在1998年1月中旬前往洛杉矶继续后期制作，并在4月完工。
梅尔·吉布森和汤姆·克鲁斯本来都被列入主演的考虑范围，而威尔·史密斯得到此角色的主要原因是他想和金·哈克曼合作，并且在之前的《绝地战警》中，和制片人杰瑞·布洛克海默有过愉快的合作。乔治·克鲁尼原本也被考虑饰演片中的一个角色。肖恩·康纳利则原本是哈克曼饰演角色的人选之一。

## 反响

### 评论界
《全民公敌》受到影评家大体正面的评价。烂番茄给了该片70%的好评率，其中57位评论家赞扬了该片，而只有24位认为该片“很烂”，在Metacritic网站上，根据22名影评人的观点，该片获得了67分（满分100分）。 《洛杉矶时报》的肯尼斯·杜兰（Kenneth Turan）表示看完电影很愉快，表示该片的“魅力压倒了在时刻的真实感中的些许不足”，《纽约时报》的珍娜·玛斯林（Janet Maslin）称赞该片充满人物动作的镜头，但觉得缺少辛普森和布洛克海默往常电影中那种空旷而富于情感的场景。

### 票房
该片上映之初排在第二，仅次于《淘气小兵兵》（The Rugrats Movie）。在2,393家影院上映的首周票房毛收益为20,038,573美元，平均每家影院收益为8,374美元。

### 奖项
1999年的各大奖项评选上，该片共获得5项奖项，12项提名。主要奖项列于下表：
| 年份 | 奖项                                             | 分类                          | 被提名人                       | 结果 |
| ---- | ------------------------------------------------ | ----------------------------- | ------------------------------ | ---- |
| 1999 | BMI电影电视奖                                    | BMI电影音乐奖                 | 哈利·葛瑞森-威廉斯&特拉沃·瑞宾 | 獲獎 |
| 1999 | 百视达娱乐奖（Blockbuster Entertainment Awards） | 最受欢迎男主角 - 动作及冒险类 | 威尔·史密斯                    | 獲獎 |
| 1999 | 百视达娱乐奖（Blockbuster Entertainment Awards） | 最受欢迎男配角 - 动作及冒险类 | 金·哈克曼                      | 提名 |
| 1999 | 百视达娱乐奖（Blockbuster Entertainment Awards） | 最受欢迎反派                  | 乔恩·沃伊特                    | 提名 |
| 1999 | 德国博基奖（Bogey Awards）                       | 银幕博基奖                    |                                | 獲獎 |
| 1999 | 德国金屏幕奖（Golden Screen）                    | 金屏幕奖                      |                                | 獲獎 |
| 1999 | 促进有色人种发展协会形象奖                       | 优秀电影男主角                | 威尔·史密斯                    | 提名 |
| 1999 | 促进有色人种发展协会形象奖                       | 优秀电影女主角                | 雷吉纳·金                      | 提名 |
| 1999 | 促进有色人种发展协会形象奖                       | 优秀影片                      |                                | 提名 |
| 1999 | MTV电影大奖                                      | 最佳男性演出                  | 威尔·史密斯                    | 提名 |
| 1999 | 青少年选择奖                                     | 电影类 - 男主角选择奖         | 威尔·史密斯                    | 提名 |
| 1999 | 青少年选择奖                                     | 电影类 - 剧情片选择奖         |                                | 提名 |

## 真实情况
美国公共广播公司（PBS）的《Nova》节目中有一集名为“Spy Factory”，其中爆料称，好莱坞对于国家安全局的能力描写过于夸张：尽管他们可以拦截通信，但点对点的追踪还是十分困难的。